# Међународни рачуноводствени стандард 40
Међународни рачуноводствени стандард 40 - Инвестициона некретнина прописује рачуноводствени поступак за инвестициону некретнину и одговарајуће захтеве за обелодањивање. Стандард се бави мерењем инвестиционе неретнине која је узета у закуп путем финансијског лизинга у финансијским извештајима корисника лизинга или пак мерењем инвестиционе некретнине која је дата у закуп по основу оперативног лизинга у финансијским извештајима даваоца лизинга. 
Инвестиционе некретнине чине: земљиште, зграде или део зграде коју власник или корисник лизинга држи ради остваривања зараде од издавања или ради увећавања вредности капитала, а може и једно и друго. Инвестициона некретнина ствара токове готовине који су у великој мери независни од остале имовине коју држи предузеће. По томе се инвестициона некретнина разликује од остале имовине коју користи власник и која потпада под МРС 16.